# Homo sapiens idaltu
Homo sapiens idaltu är en utdöd trolig underart av människor (släket Homo). Bevisen för dess existens är ett litet antal fossila kranium som hittats vid floden Awash i Etiopien och som anatomiskt och kronologiskt tycks befinna sig på ett stadium mellan moderna människor (Homo sapiens sapiens) och äldre typer, till exempel Homo heidelbergensis. Genom datering av de vulkaniska lager i vilka fossilen hittades har deras ålder bestämts till cirka 160 000 år. Namnet idaltu betyder 'äldre' på det lokala afariska språket, och det fullständiga vetenskapliga namnet kan alltså översättas till 'äldre vis man'. 
Fossilen hittades av Tim White år 1997 men togs fram först 2003. Man har funnit tre bevarade skallar där den som är mest välbevarad är av en vuxen man (BOU-VP-16/1). De andra två skallarna är av en man och ett barn i sexårsåldern. 